# Александрополь (Никопольский район)
Александро́поль (укр. Олександро́піль) — село,
Шевченковский сельский совет,
Никопольский район,
Днепропетровская область,
Украина.
Код КОАТУУ — 1222986904. Население по переписи 2001 года составляло 204 человека.

## Географическое положение
Село Александрополь находится в 3,5 км от левого берега реки Базавлук,
в 2-х км от села Максимовка.
По селу протекает пересыхающий ручей с запрудой.